# Marek Sokol
Marek Sokol (* 5. ledna 1976) je bývalý český fotbalový záložník.

## Fotbalová kariéra
Debutoval v posledním federálním ročníku nejvyšší soutěže ve věku necelých 17 let. Zápas se hrál 29. listopadu 1992 v Bratislavě a domácí Slovan v něm zvítězil 3:0. V samostatné lize hrál za Vítkovice a Karvinou. Celkem si připsal 9 prvoligových startů, v nichž neskóroval.
Druhou nejvyšší soutěž hrál za Karvinou-Vítkovice, Karvinou, Frýdek-Místek a Fulnek. Sehrál na čtyři desítky druholigových utkání, vstřelil celkem 2 branky.
Ve třetí nejvyšší soutěži hrál za TJ Biocel Vratimov (1997–podzim 1998, 1999–2002) a Fulnek (2006/07). V nejvyšší moravské soutěži vstřelil 15 branek, z toho 14 za Vratimov.

### Nižší soutěže
Od sezony 2002/03 hrál za Fulnek v I. A třídě Moravskoslezského kraje. V první sezoně zasáhl do všech 26 utkání a dal 16 branek, v postupovém ročníku 2003/04 nastoupil ve 23 zápasech a vstřelil 15 branek. V sezoně 2004/05, která pro Fulnek znamenala okamžitý postup do divize (sk. E), zaznamenal v Přeboru Moravskoslezského kraje 8 branek ve 27 startech. S klubem ihned postoupil i z divize, v sezoně 2006/07 přispěl jedním gólem k vítězství Fulneku v MSFL. Poslední druholigové starty si tak připsal za Fulnek. Na podzim 2009 hrál za Fulnek opět MSFL, klub se však před startem jarní části ze soutěže odhlásil a jeho výsledky byly anulovány. Na jaře 2010 hrál za Hájek a synové Jakubčovice v divizi (sk. E).

## Ligová bilance
| Ročník                                   | Zápasy | Góly | Minuty | Klub                 |
| ---------------------------------------- | ------ | ---- | ------ | -------------------- |
| 1. československá fotbalová liga 1992/93 | 1      | 0    | 5      | SSK Vítkovice        |
| 1. česká fotbalová liga 1993/94          | 2      | 0    | 38     | FC Kovkor Vítkovice  |
| 2. česká fotbalová liga 1994/95          | –      | 0    | –      | FC Karviná-Vítkovice |
| 2. česká fotbalová liga 1995/96          | 1      | 0    | –      | FC Karviná           |
| 1. česká fotbalová liga 1996/97          | 6      | 0    | 123    | FC Karviná           |
| Moravskoslezská fotbalová liga 1997/98   | –      | 4    | –      | TJ Biocel Vratimov   |
| Moravskoslezská fotbalová liga 1998/99   | –      | 3    | –      | TJ Biocel Vratimov   |
| 2. česká fotbalová liga 1998/99          | 11     | 1    | –      | FK VP Frýdek-Místek  |
| Moravskoslezská fotbalová liga 1999/00   | –      | 3    | –      | TJ Biocel Vratimov   |
| Moravskoslezská fotbalová liga 2000/01   | –      | 2    | –      | TJ Biocel Vratimov   |
| Moravskoslezská fotbalová liga 2001/02   | –      | 2    | –      | TJ Biocel Vratimov   |
| Moravskoslezská fotbalová liga 2006/07   | –      | 1    | –      | TJ Biocel Vratimov   |
| 2. česká fotbalová liga 2007/08          | 12     | 1    | –      | Fotbal Fulnek        |
| 2. česká fotbalová liga 2008/09          | 13     | 0    | –      | Fotbal Fulnek        |
| CELKEM I. LIGA                           | 9      | 0    | 166    |                      |
| CELKEM II. LIGA                          | –      | 2    | –      |                      |
| CELKEM III. LIGA – MSFL                  | –      | 15   | –      |                      |